# Baoro
Baoro è una subprefettura della Prefettura di Nana-Mambéré, nella Repubblica Centrafricana.